# Grotte de Sainte-Eulalie
La grotte de Sainte-Eulalie est une grotte ornée préhistorique située dans le département du Lot, située sur le territoire de la commune d'Espagnac-Sainte-Eulalie.
La grotte appartient à une personne privée et n'est pas visitable.

## Historique
La grotte de Sainte-Eulalie est décorée de gravures qui ont été découvertes par l'abbé Lemozi, en 1920. Il y a effectué des fouilles jusqu'en 1935.
La grotte a été classée au titre des monuments historiques en 1993.

## Description physique
La grotte de Sainte-Eulalie est une résurgence presque entièrement fossile. Elle se compose de deux galeries superposées :
- la galerie inférieure, la plus longue, se trouve à 3,72 m au-dessus de l'étiage du Célé. Cette galerie, large de 14 m et haute de 6 m, a été habitée par les Magdaléniens. Cette galerie fonctionne comme une résurgence en cas de pluies exceptionnelles.
- la galerie supérieure est située à 8,35 m au-dessus de la galerie inférieure, et 12 m au-dessus du niveau d'étiage du Célé. Elle a une largeur de 5,50 m et une hauteur de 2,40 m. Elle recèle des gravures pariétales et les vestiges d'un habitat magdalénien. Elle est ornée de 28 représentations animales et de 31 signes datant du Solutréen supérieur ou du Magdalénien moyen.

## Les œuvres
Les représentations animales comportent :
- des rennes,
- des chevaux,
- des bouquetins et des capridés,
- un petit animal non identifié,
- un ours et un sanglier qui ont été en partie effacés.

Les signes qui sont au nombre de 31 sont, soit liés aux animaux, soit à proximité des animaux et intercalés entre eux.